# Janina Kalinowska-Góralska
Janina Kalinowska-Góralska, także: Janina Kalinowska, Janina Kalinowska-Szymańska, ps. „Jasia” (ur. ok. 1925) – kapitan Armii Ludowej, Budowniczy Polski Ludowej, dyrektorka fabryk włókienniczych w Łodzi.

## Życiorys
W 1942 dołączyła do Gwardii Ludowej, a następnie Armii Ludowej Służyła w stopniu porucznika w oddziale partyzanckim im. T. Kościuszki na Polesiu. Była łączniczką Sztabu Głównego AL utrzymującą łączność z dowództwem Obwodu III AL i z dowództwem Okręgu IX. W ramach swojej działalności transportowała rozkazy, konspiracyjną bibułę oraz broń. Została ranna w kolano w bitwie stoczonej przez III Brygadę AL im. gen. Bema pod Ewiną koło Radomska 12 września 1944. Odniesione rany przyczyniły się do 8-miesięcznej rekonwalescencji w szpitalu i inwalidztwa. W wojsku dosłużyła się stopnia kapitana.
Po wyjściu ze szpitala w 1945, przeniosła się do Łodzi, gdzie wstąpiła do PPR oraz ukończyła Technikum Włókiennicze i studia na Wyższej Szkole Ekonomicznej w Łodzi oraz podjęła pracę w dawnej fabryce Karola Buhlego (późn. Zakłady Przemysłu Jedwabniczego im. Wróblewskiego i Zakłady Jedwabnicze „Ortal”), gdzie została kierownikiem personalnym, a następnie naczelnym dyrektorem Zakładów Pasmanteryjnych Łódź-Południe, dyrektorem naczelnym Zjednoczonych Zakładów Przemysłu Pasmanteryjnego, dyrektorem Północno-Łódzkich Zakładów Przemysłu Jedwabniczego (1963). W 1974 została dyrektorką w połączonych zakładach Północ i Południe, zarządzając wszystkimi tkalniami jedwabiu w Łodzi. Podlegało pod nią 14 oddziałów, 3 tys. pracowników oraz produkcja do 60 mln mb. tkanin rocznie. Od 1980 była dyrektorką Łódzkiej Fabryki Koronek „Fako”.
Należała do ZBoWiD, Komitetu Dzielnicowego PZPR i Rady Dzielnicowej, była przewodniczącą Związku Walki Młodych w fabryce, a następnie przewodniczącą Związku Walki Młodych dzielnicy Bałuty i członkinią Zarządu Wojewódzkiego organizacji. W ramach działalności w ZWM jeździła odgruzowywać Warszawę. Ponadto była przewodniczącą Ligi Kobiet (1951–1960), wiceprzewodniczącą Łódzkiej Rady Kobiet, wiceprzewodniczącą Łódzkiego Komitetu Frontu Jedności Narodu (1954–1963).

### Życie prywatne
Rodzice Kalinowskiej byli związani z Komunistyczną Partią Polski – z tego powodu, jej ojciec kilkukrotnie trafiał do więzienia. W trakcie II wojny światowej zginął w walce, matka zaś zmarła w obozie koncentracyjnym, a brat, członek Armii Ludowej, został zamordowany przez członków Narodowych Sił Zbrojnych. Miała córkę – Małgorzatę (ur. ok. 1951).

## Filmografia
Janina Kalinowska-Góralska była bohaterką reportażu Michała Fajbusiewicza z cyklu „Gorąca Linia” pt. „Szefowa”. Reportaż przedstawiał dzień z życia w pracy Kalinowskiej-Góralskiej jako dyrektorki Łódzkiej Fabryki Koronek „Fako” (1986).

## Odznaczenia
- Złota Odznaka im. Janka Krasickiego[6]
- Order Krzyża Grunwaldu III klasy (nr leg. 12048)[11]
- Srebrny Krzyż Zasługi (1949[12], 1951[13])
- Medal 10-lecia Polski Ludowej (1955)[14][15]
- Odznaka Honorowa „Zasłużony Pracownik Rady Narodowej” (1972)[16]
- Honorowa Odznaka Ligi Kobiet (1973)[17]
- Order Sztandaru Pracy I klasy (1977)[18]
- Order Budowniczych Polski Ludowej[19] (12 lipca 1984)[20] – w uznaniu szczególnie wybitnych zasług w rozwoju przemysłu włókienniczego, za doniosłe osiągnięcia w działalności polityczno-społecznej[9]
- Medal im. Ludwika Waryńskiego (22 września 1987)[21]